# (400029) 2006 QF92
(400029) 2006 QF92 es un asteroide perteneciente al cinturón de asteroides, descubierto el 16 de agosto de 2006 por el equipo del Near Earth Asteroid Tracking desde el Observatorio del Monte Palomar, Estados Unidos.

## Designación y nombre
Designado provisionalmente como 2006 QF92.

## Características orbitales
2006 QF92 está situado a una distancia media del Sol de 2,650 ua, pudiendo alejarse hasta 3,412 ua y acercarse hasta 1,887 ua. Su excentricidad es 0,287 y la inclinación orbital 12,00 grados. Emplea 1575,82 días en completar una órbita alrededor del Sol.

## Características físicas
La magnitud absoluta de 2006 QF92 es 17.